# Beresaika
Die Beresaika (russisch Береза́йка) ist ein linker Nebenfluss der Msta in den russischen Oblasten Nowgorod und Twer.
Die Beresaika hat ihren Ursprung in dem See Beresai auf den Waldaihöhen im Süden der Oblast Nowgorod.
Sie fließt in überwiegend ostnordöstlicher Richtung durch die Oblast Twer.
Der Fluss passiert den gleichnamigen Ort Beresaika.
Beim Durchfließen des Sees Piros nimmt er das Wasser der Waldaika auf.
Schließlich mündet die Beresaika in den Oberlauf der Msta.
Die Beresaika hat eine Länge von 150 km. Sie entwässert ein Areal von 3230 km². 
Sie wird hauptsächlich von der Schneeschmelze gespeist.
Der mittlere Abfluss beträgt 27 m³/s.